# The Daily of the University of Washington
A The Daily of the University of Washington a Washingtoni Egyetem hallgatói kiadványa. Az újság felügyeleti szerve a hallgatói önkormányzat, az oktatók szenátusa, a kommunikációs tanszék, az egyetem vezetősége tagjaiból, a hírszerkesztőkből és szakmabeliekből áll.

## Története
Az 1891-ben The Pacific Wave alapított kiadványba 1896-ban beolvadt a mindössze egy tanévig létező The College Idea. 1908. szeptember 15-én The Pacific Daily Wave néven napilappá alakult, az 1909–10-es tanévtől pedig a The University of Washington Daily nevet viselte. A nagy gazdasági világválság miatt az újságot 1933-tól hétfőnként nem adták ki. Jelenlegi nevét 1976-ban vette fel, a hétfői lapszámot pedig 1985-ben állították vissza.
2007-ben a Next Door Mediával közösen elindították a Seattle University District városrészét bemutató blogot, 2010-ben pedig a UWTV-n The Daily’s Double Shot címmel televíziós sorozatot indítottak.

## Díjak
A kiadvány 2000-ben, 2007-ben, 2008-ban és 2009-ben megkapta a Hivatásos Újságírók Társasága Kiválóságdíját. 2007 és 2010 között minden évben megnyerte az Apple-díjat, 2010-ben pedig a National College Media Conference Pacemaker-díját.

## Szólásszabadság
2008 novemberében az újságban megjelent John Fay azonos neműek házasságát kritizáló cikke, amely mellé illusztrációként egy bárány mellett álló embert helyeztek el. Fay véleménye szerint az azonos neműek házasságának engedélyezése a bestialitás legalizálásához fog vezetni. A véleménycikk megjelenését követően a Husky Közösségi Épületben összegyűlt hallgatók szerint az írás félelem- és gyűlöletkeltő.
2008. december 3-án a mesterhallgatók és doktoranduszok szenátusa felhívást tett közzé a főszerkesztőhöz: kérjen bocsánatot vagy mondjon le, azonban Sarah Jeglum ezt megtagadta.

## Fordítás
- Ez a szócikk részben vagy egészben  a   The Daily of the University of Washington című angol Wikipédia-szócikk ezen változatának fordításán alapul.  Az eredeti cikk szerkesztőit annak laptörténete sorolja fel. Ez a jelzés csupán a megfogalmazás eredetét és a szerzői jogokat jelzi, nem szolgál a cikkben szereplő információk forrásmegjelöléseként.